# Посёлок санатория Министерства Обороны
Посёлок санатория Министерства Обороны — населённый пункт сельского типа в Московской области России. Входит в городской округ Солнечногорск. Население — 1652 чел. (2010).

## География
Посёлок санатория Министерства Обороны расположен на севере Московской области, в центральной части округа, примерно в 6,5 км к юго-востоку от центра города Солнечногорска, на Ленинградском шоссе (часть федеральной автодороги М10). Ближайшие сельские населённые пункты — деревни Дубинино, Карпово, Хметьево и посёлок Верхнеклязьминского лесничества.

## Население
| 2002 | 2010  |
| ---- | ----- |
| 1616 | ↗1652 |

## История
С 1994 до 2006 гг. посёлок входил в Солнечногорский сельский округ Солнечногорского района.
С 2005 до 2019 гг. посёлок включался в городское поселение Солнечногорск Солнечногорского муниципального района.
С 2019 года посёлок входит в городской округ Солнечногорск.